# François de Bovet
François de Bovet est un prélat catholique, évêque de Sisteron puis archevêque de Toulouse. Il est également égyptologue. Né le 21 mars 1745 à Grenoble, il est décédé le 6 avril 1838 à Paris.

## Biographie
Grand-vicaire à Arras, il y devient prévôt de la cathédrale en 1781. Cette même année, il est mis à la tête de l'abbaye de Bonlieu. Membre de l'Assemblée du clergé en 1785-1786, il siège comme député de la province ecclésiastique de Tours.
Confirmé évêque le 3 août il est consacré  le 13 septembre 1789 et devient évêque de Sisteron (14 juin 1789-1812) et émigre pendant la Révolution française en Italie puis en Allemagne. Un des trente-sept évêques qui ne démissionnent pas après la Bulle pontificale qui fait suite au Concordat de 1801 et ne résigne son siège épiscopal qu'en 1812. Il ne rentre en France qu'en 1814. Archevêque de Toulouse (9 septembre 1817-1820), il se démet et est nommé au chapitre de chanoines de la Basilique Saint-Denis où il finit ses jours.

## Œuvres
Passionné par les travaux de Champollion le jeune, on lui doit :
- Réflexions sur un prétendu bref du 5 juillet 1796 (1797)
- Réflexions sur la promesse de fidélité à la constitution (1801)
- Observations de Monseigneur de Bovet, évêque de Sisteron (1817)
- Les Consolations de la foi sur les malheurs de l'Église (1819)
- Les dynasties égyptiennes (1829)
- Histoire des derniers pharaons et des premiers rois de Perse, selon Hérodote, tirée des livres prophétiques et du livre d'Esther (2 vol.) (1835)
- L'Esprit de l'Apocalypse (1840)